# Baron Kilkeel
 (septembre 2019).
Si vous disposez d'ouvrages ou d'articles de référence ou si vous connaissez des sites web de qualité traitant du thème abordé ici, merci de compléter l'article en donnant les références utiles à sa vérifiabilité et en les liant à la section « Notes et références ».
Baron Kilkeel est un titre de noblesse de la pairie du Royaume-Uni. Il est créé le 19 mai 2018, par la reine Élisabeth II en tant que titre subsidiaire pour son petit-fils, le prince Harry, duc de Sussex, à l'occasion de son mariage avec Meghan Markle.
Ce titre tire son nom du petit port de pêche de Kilkeel (en), dans le comté de Down, qui compte 6 887 habitants, dans les districts de Newry, Mourne et Down (en), en Irlande du Nord.
Le même jour, le prince Harry est également créé duc de Sussex et comte de Dumbarton. Traditionnellement, les membres masculins de la famille royale se voient attribuer au moins un titre le jour de leur mariage par le monarque.